# Pennisetum villosum
La cua de rata (Pennisetum villosum) és una espècie herbàcia del gènere Pennisetum. Altres noms comuns són cua de rabosa, penniset, penniset pelut o coa de moix. S'ha utilitzat com herba decorativa als jardins, però en escapar de les zones de cultiu s'ha naturalitzat i mostra un gran potencial colonitzador per la volabilitat dels seus fruits i la robustesa dels rizomes. Es considera com a planta invasora a Catalunya. Des del 2013 la seva comercialització, transport i plantació estan legalment prohibits al País Valencià. També està catalogada com a espècie exòtica invasora a les Illes Balears. Entre altres, això implica que està prohibit comercialitzar-la i introduir-la al medi natural. Tampoc es poden reintroduir exemplars que hagin estat extrets de la natura.

## Morfologia
És una gramínia perenne que fa mates denses de fulles llargues de color verd clar. Són característiques les seves inflorescències d'uns deu centímetres, allargades, denses, d'un color blanc quasi pur i cobertes de llargs pèls, a contrallum s'il·luminen d'una forma molt atractiva, d'una alçària fins a 75 cm. Floreix a l'estiu i tardor.

## Ecologia
Es dispersa amb facilitat degut a que les espiguetes s'enganxen amb facilitat a la roba, el pelatge dels animals o pels cotxes. Els llavors tenen una viabilitat de fins a sis anys. La dispersió vegetativa per rizomes és més lenta.
Es tracta d'una espècie introduïda d'Etiòpia. És molt present a la zona costenca catalana, i més esporàdicament a la costa del País Valencià on apareix per les vores de camins, llocs alterats i marges de zones humides.
A Catalunya és plenament naturalitzada i colonitza ambients ruderals, semi-naturals i naturals i afecta tàxons amenaçats com les úniques poblacions al món de Silene sennenii que es troben a l'Alt Empordà. Als Estats Units d'Amèrica és en fase de transició entre espècie introduïda cap a invasora, i a Mèxic es considera com perillosa per a determinats cultius. Malgrat els riscs, s'utilitza encara com a planta decorativa tot i en espais públics.